# L’Escala

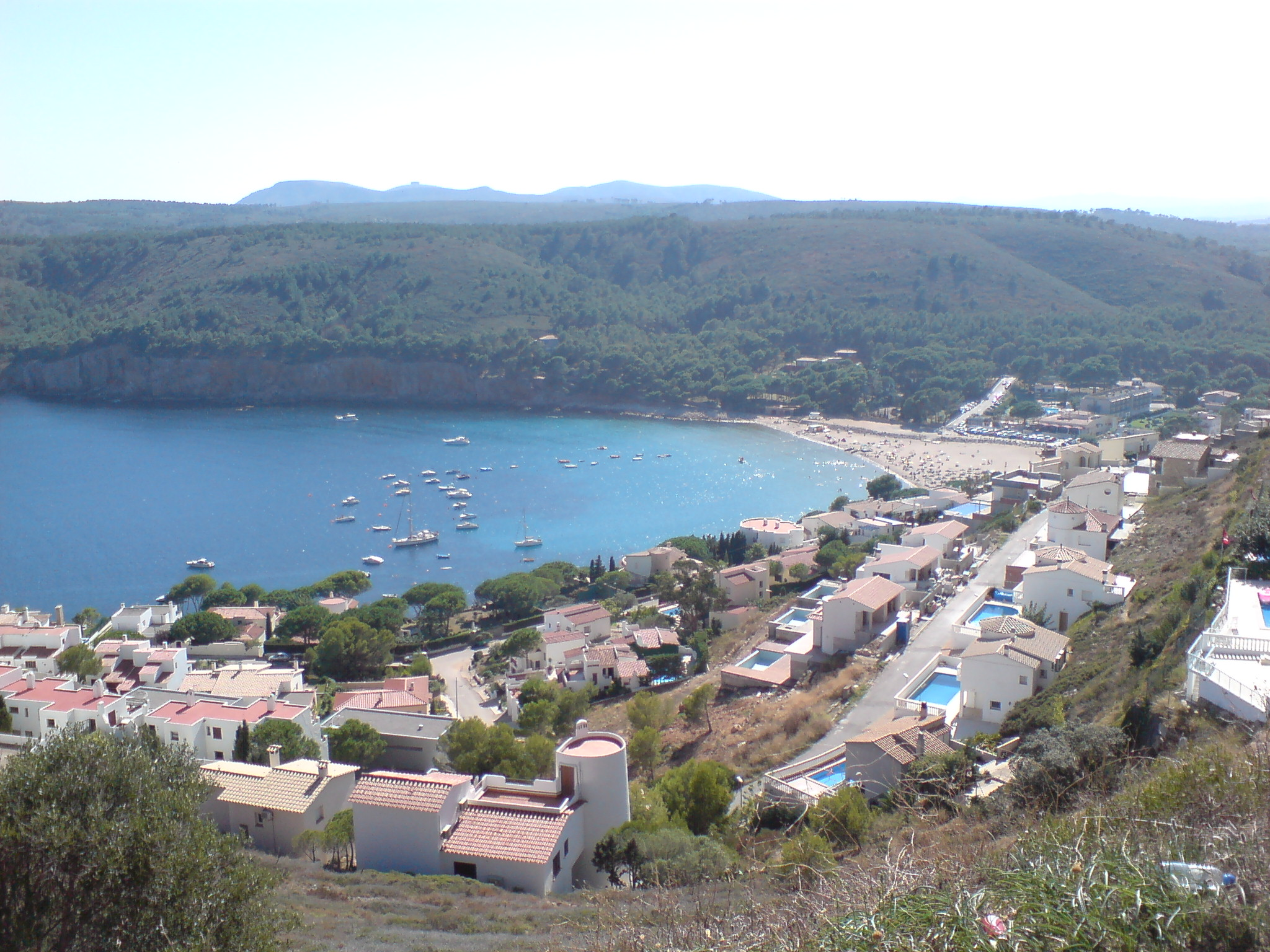
Widok ze wzgórza na plażę i hotele

L'Escala (oficjalna nazwa katalońska; hiszp.
La Escala)  – miasto w Hiszpanii, w Katalonii, w prowincji Gerona, w którym znajdują się słynne ruiny Ampurias. Ważny nadmorski ośrodek turystyczny na wschodnim wybrzeżu Hiszpanii.
- Powierzchnia: 16 km²
- Ludność: 8300
- Kod pocztowy: 17130
- Alkad: Estanis Puig (PSC)